# 邹振先
邹振先（1955年11月10日—），中国前三级跳远运动员。他曾获得1982年亚洲运动会三级跳远金牌、1984年夏季奥运会三级跳远第四名。1999年，他被评为建国50年新中国体育50星。